# Telemetri
Telemetri betegner opsamling af målinger fra et fjerntliggende målepunkt. Et eksempel er overvågning af hjertets rytme, hvor man får sat 5 små elektroder på overkroppen, der sender impulser gennem nogle ledninger til et apparat. Data fra dette apparat sendes til en anden ved hjælp af radiobølger, hvor man derved får fjernadgang til patienten's EKG.
| Lægevidenskab | Spire Denne artikel om lægevidenskab er en spire som bør udbygges. Du er velkommen til at hjælpe Wikipedia ved at udvide den. |